# Max Mitchell
Max Mitchell (Monroe, Luisiana, 12 de octubre de 1999) es un jugador profesional estadounidense de fútbol americano, se desempeña en la posición de offensive tackle en New York Jets, en la National Football League (NFL).

## Carrera
Fue seleccionado en la cuarta ronda en la Reunión Anual de Selección de Jugadores de la NFL de 2022. Hizo su debut profesional con el equipo New York Jets, donde lleva jugando dos temporadas.